# Касатонов Володимир Львович
Володимир Львович Касатонов (рос. Владимир Львович Касатонов; нар. 17 червня 1962, Москва, РРФСР, СРСР) — російський воєначальник. Заступник Головнокомандувача Військово-морського флоту з грудня 2019 року, віце-адмірал (2013). Доктор військових наук (2018).

## Біографія
Закінчив Ленінградське Нахімовське військово-морське училище (1977—1979), Чорноморське вище військово-морське училище імені П. С. Нахімова із золотою медаллю (1979—1984), Вищі спеціальні офіцерські класи ВМФ (1990—1991), Військово-морську академію імені адмірала флоту Радянського Союзу М. Г. Кузнєцова з відзнакою (1997—1999), Військову академію Генерального штабу Збройних Сил Російської Федерації з відзнакою (2006—2008).
Службу проходив на кораблях Північного флоту командиром групи управління (1984—1987), зенітно-ракетного дивізіону (1987—1988) ракетно-артилерійської бойової частини (БЧ-2), помічником командира (1988—1990) важкого атомного ракетного крейсера «Кіров», старшим помічником командира гвардійського ескадреного міноносця «Гремящий» (1991—1994), старшим помічником командира (1994) і командиром (1994—1997) ескадреного міноносця «Розторопний», начальником відділення мобілізаційного відділу організаційно-мобілізаційного управління штабу флоту (1999—2000), командиром важкого атомного ракетного крейсера «Петро Великий» (2000—2005), начальником штабу (2005—2006) і командиром (2008—2010) 43-ї дивізії ракетних кораблів, командувачем Кольською флотилією різнорідних сил (2010—2012).
Військове звання «контр-адмірал» присвоєно під час командування кораблем (2003). Кандидат військових наук (2008). Доктор військових наук (2018)
У вересні 2012 призначений начальником штабу — першим заступником командувача Тихоокеанським флотом. Із жовтня 2016 по грудень 2019 року — начальник Військово-морської академії імені Адмірала Флоту Радянського Союзу М. Г. Кузнєцова .
Указом Президента Російської Федерації № 602 від 13 грудня 2019 призначений заступником Головнокомандувача Військово-морським флотом.

## Нагороди
- Орден «За морські заслуги» (2005), (2009)
- Орден Пошани
- Медалі СРСР
- Медалі РФ
- Нагороди іноземних держав.

## Споріднені зв'язки
- Прадід — Касатонов Опанас Степанович — повний кавалер Георгіївського хреста;
- Дід — Касатонов Володимир Опанасович (1910—1989) — адмірал флоту, Герой Радянського Союзу ;
- Дядько — Касатонов Ігор Володимирович (нар. 1939) — адмірал, перший заступник Головнокомандувача ВМФ (1992—1999).